# Geraldine Somerville
Geraldine Somerville, född 19 maj 1967 i County Meath på Irland, är en irländsk-brittisk skådespelare, känd bland annat för rollen som Harry Potters mamma Lily Potter i filmerna om Harry Potter.
Somerville är gift sedan 1995 och har tre barn födda 2002, 2004 och 2007.

## Filmografi
- 1991 – The Black Velvet Gown
- 1991 – Close My Eyes
- 1994 – A Business Affair
- 1995 – Haunted
- 1997 – Jilting Joe
- 1999 - Aristokrater
- 2001 – Gosford Park
- 2001 – Harry Potter och de vises sten
- 2001 – Re-inventing Eddie
- 2001 – Harry Potter och Hemligheternas kammare
- 2004 – Harry Potter och fången från Azkaban
- 2007 – Harry Potter och Fenixorden
- 2009 – Harry Potter och Halvblodsprinsen
- 2010 – Harry Potter och dödsrelikerna – Del 1
- 2011 – Harry Potter och dödsrelikerna – Del 2
- 2017 – I mördarens spår: Tennison (TV-serie)